# Wilhelm II Bawarski
Wilhelm (ur. 1365, zm. 31 maja 1417 w Bouchain) – książę Bawarii na Straubing (jako Wilhelm II), hrabia Hainaut (jako Wilhelm IV) i hrabia Holandii i Zelandii (jako Wilhelm VI) od 1404 z dynastii Wittelsbachów. 

## Życiorys
Wilhelm był najstarszym synem księcia Bawarii-Straubing, hrabiego Hainaut, Holandii i Zelandii Albrechta I i Małgorzaty, córki księcia brzeskiego Ludwika I. W 1385, podczas podwójnego wesela w Cambrai ożenił się z Małgorzatą, córką księcia Burgundii Filipa II Śmiałego – syna króla Francji Jana II Dobrego (jednocześnie starsza siostra Wilhelma, Małgorzata poślubiła syna Filipa, Jana). Zapoczątkowało to trwałe związki Wilhelma z dworem burgundzkim. 
W 1387 objął w imieniu ojca administrowanie hrabstwem Hainaut z tytułem hrabiego Osterbant (Ostrevant), podczas gdy jego młodszy brat Albrecht II przejął rządy w Straubing. Wilhelm uczestniczył w sprawach ojca, sprawując także często rządy w Holandii i Zelandii. Zbliżył się wówczas do jednego z dwóch stronnictw politycznych w Holandii – Hoeks. Gdy po śmierci matki Wilhelma jego ojciec związał się z Adelajdą z Poelgeest, i za jej wstawiennictwem zaczął wspierać konkurencyjne stronnictwo Kabeljaus, niezadowoleni Hoeks zamordowali ją (1393). Wilhelm próbował wstawiać się za nimi u ojca, czym wywołał jego gniew. Z tego powodu musiał uciekać na dwór króla Francji Karola VI Szalonego. Dzięki pośrednictwu francuskich krewnych i najmłodszego brata, biskupa Liège Jana, w 1394 doszło do ugody z ojcem: Wilhelm na powrót objął zarządzanie w Hainaut, jednak w Holandii u władzy pozostali przedstawiciele konkurencyjnego stronnictwa Kabeljaus. Wilhelm wziął następnie udział w 1396 i 1398 w dwóch wyprawach ojca skierowanych przeciwko mieszkańcom Fryzji, a kolejną, w 1399, poprowadził samodzielnie. Panowanie hrabiów Holandii we Fryzji zostało umocnione jednak na krótko – już w 1402 Fryzowie zrzucili zwierzchność Albrechta.
W 1404 ojciec Wilhelma zmarł, a on odziedziczył po nim Bawarię-Straubing, Hainaut, Holandię i Zelandię. Następstwo w Straubing zawdzięczał śmierci Albrechta II w 1397 (podczas powrotu do Straubing z wyprawy przeciw Fryzom); faktyczne rządy sprawował tam najmłodszy brat Wilhelma, Jan. Musiał jednak walczyć z pretendentem do ziem Wittelsbachów w Niderlandów Janem z Arkel, popieranym przez księcia Geldrii Renalda IV. W 1412 Wilhelm doprowadził do pokoju, na mocy którego podporządkował sobie ziemie konkurenta i miasto Gorinchem. Jego przeciwnicy jednak później wznowili walki. Wilhelm uwięził swego rywala dopiero w 1415. Ponadto wsparł swego brata Jana w walce z buntującymi się przeciwko niemu mieszczanami Liège (m.in. uczestniczył w bitwie pod Othée w 1409).
Sprawował rządy sprawiedliwie, troszczył się o zapewnienie pokoju w kraju co sprzyjało handlowi, wzmocnił także monetę. Jego polityka sprzyjała miastom i to one stały się jego oparciem przy próbach umocnienia władzy hrabiowskiej.
Jedynym legalnym dzieckiem Wilhelma była córka Jakobina (miał też liczne dzieci z nieślubnego łoża). W 1415 Wilhelm doprowadził do ślubu Jakobiny z Janem Walezjuszem, synem króla Francji Karola VI Szalonego, który kilka miesięcy później po śmierci starszego brata został następcą tronu francuskiego. Znaczenie polityczne Wilhelma dzięki temu znacznie wzrosło i wraz z cesarzem Zygmuntem Luksemburskim prowadził mediację w sprawie zakończenia wojny francusko-angielskiej. Jednak gdy w 1417 Wilhelm wyruszył do Francji aby wesprzeć swojego zięcia, Jan zmarł (prawdopodobnie otruty), a kilka tygodni później, w drodze powrotnej z Francji, umarł także Wilhelm (wskutek źle pielęgnowanej rany lub pogryzienia przez psa). 
Nie powiodły się zabiegi Wilhelma o zapewnienie następstwa po sobie Jakobinie, z wyjątkiem Holandii i Zelandii, gdzie stany zaprzysięgły jej wierność za jego życia. Już kilka miesięcy po śmierci ojca rozpoczęła się wojna o dziedzictwie po Wilhelmie między Jakobiną i najmłodszym bratem zmarłego, Janem, który zrezygnował z kariery duchownej i związał się z cesarzem.